# Trine Haltvik
Trine Haltvik (ur. 23 marca 1965 roku w Trondheim) − była norweska piłkarka ręczna, wielokrotna reprezentantka Norwegii, obecnie występuje w roli trenerki. Zdobyła wicemistrzostwo olimpijskie w 1988 r. w Seulu oraz brązowy medal olimpijski w 2000 r. w Sydney. Jest również wielokrotną medalistką mistrzostw świata i Europy. W 1998 roku uznana za najlepszą szczypiornistkę na świecie.

## Sukcesy
Mistrzostwa Europy:
- 1996:  wicemistrzostwo Europy; Dania
- 1998:  mistrzostwo Europy; Dania/Norwegia

 Mistrzostwa Świata:
- 1986:  brązowy medal mistrzostw świata; Holandia
- 1997:  wicemistrzostwo świata; Niemcy
- 1999:  mistrzostwo świata; Dania/Norwegia

Igrzyska Olimpijskie:
- 1992:  wicemistrzostwo Olimpijskie; Barcelona
- 2000:  brązowy medal mistrzostw Olimpijskich; Sydney

## Wyróżnienia
- 1998: najlepsza piłkarka ręczna roku na Świecie
- 1998: MVP Mistrzostw Europy